# Baggböleri

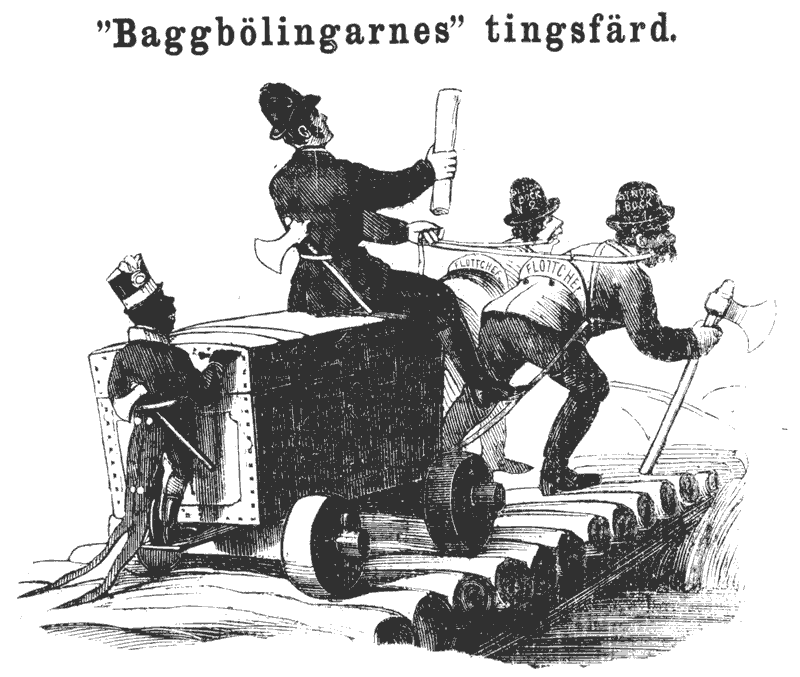
Satirisk kommentar i tidningen Fäderneslandet till rättegången mot Baggböle sågverks ägare 1867, då ordet baggböleri myntades. Högste chefen Oscar Dickson ses sitta på en skattkista dragen av två flottningschefer.

Baggböleri var ursprungligen ett uttryck för att åverka kronoskog, det vill säga olovligt avverka skog; något som ägarna av Baggböle sågverk i Västerbotten anklagades för i media men inte kunde fällas för i rättegångar under 1840- till 1860-talet, vilket resulterade i att lagstiftningen skärptes. Senare har betydelsen även kommit att omfatta andra former av tvivelaktig verksamhet inom skogsnäringen, särskilt anklagelser om skogsskövling, och påståenden bland annat i skönlitterära verk om att skogsbolagen med ohederliga affärsmetoder och till underpriser köpte privata skogsfastigheter eller timmer. Debatten om bolagens omfattande köp av privat skogsmark kallades Norrlandsfrågan och resulterade i Norrländska förbudslagen 1906.

## Etymologi
Ordet tillkom 1867 som en avledning av Baggböle, namnet på en by strax utanför Umeå i Västerbotten. Den först belagda formen är baggböling som förekom i ett litet kåseri i tidningen Fäderneslandet den 14 augusti 1867. Därefter började pressen använda verbet baggböla, bland annat i Nya Dagligt Allehanda den 19 september 1867. Formen baggböleri verkar ha publicerats för första gången i ett satiriskt skillingtryck i Söndags-Nisses ”Baggbölenummer” 40/1867.

## Rättegångarna mot Baggböle sågverk

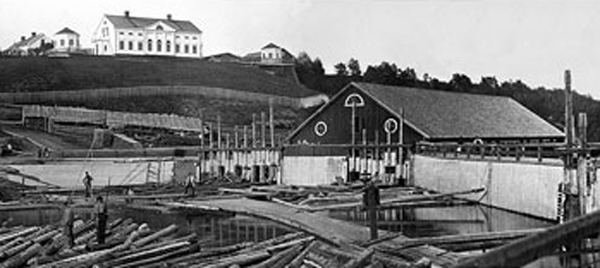
Baggböle övre sågverk omkring 1880 med herrgården i bakgrunden.

Anledningen till att den svenska pressen 1867 började skriva om baggböleri var att Skogsstyrelsens överjägare Gustaf Erik Lind samma sommar hade lämnat in en rapport till länsstyrelsen om sitt uppdrag att bevaka kronans timmer inom Norra Lycksele revir. Han hade fullständigt misslyckats. Stora mängder timmer hade avverkats på statens mark utan lov och därefter flutit bort på älven. Lind nämnde inga namn i sin rapport, men sambandet stod ändå klart för pressen. I Umeälvens dalgång fanns nämligen vid mitten av 1800-talet bara en riktigt stor timmeruppköpare: Baggböle sågverk, ägt av handelsfirman James Dickson & Co i Göteborg. Linds rapport uppmärksammades i en stor del av den svenska pressen och väckte stor indignation. När företrädare för Baggböle sågverk senare samma år ställdes inför rätta bevakades processerna intensivt i rikspressen.

### 1840-talets rättegångar

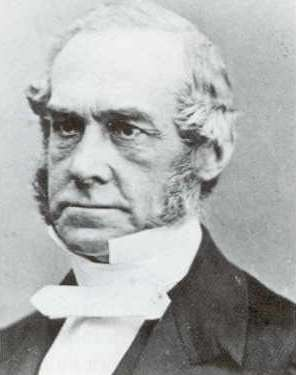
James Robertson Dickson gick 1850 ed på att han inte hade något ansvar för de åverkningar som gjorts på statens skogar.

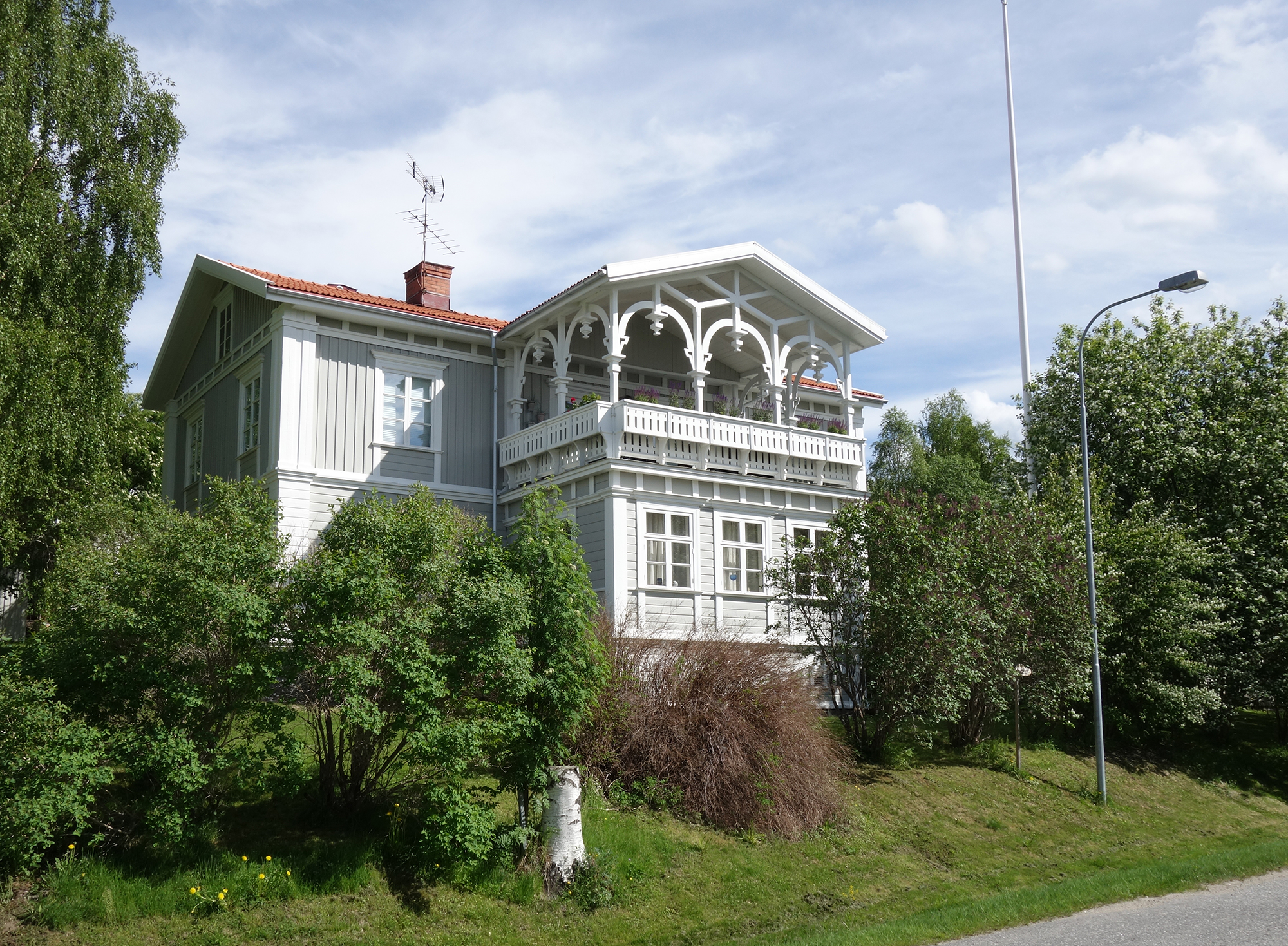
Det gamla tingshuset i Degerfors (Vindeln), där James Robertson Dickson den 17 juni 1850 gick ed på sin oskuld.

Baggböle sågverk hade varit i blåsväder tidigare. Hösten 1843 hade kronolänsman Olof Bjuhr väckt talan mot firman för att denna hade låtit fälla ett betydligt större antal träd på statens mark än vad man hade rätt till. När målet hade avgjorts 1846 hade det slagits fast att företrädare för James Dickson & Co hade köpt in minst 13 000 timmerstockar som åverkats från kronoskogarna i Degerfors och Lycksele socknar. Sågverksägarna dömdes att betala ett stort skadestånd.
Domarna överklagades emellertid till hovrätten, som friade sågverksägarna 1848. Även om överavverkningar var belagda kunde det inte bevisas att dessa skett på sågverksägarnas initiativ. Målet gick vidare till Högsta domstolen, som i sin tur fann bevisningen mot sågverksägarna vara stark och utfärdade en fällande dom – såvida firmans företrädare inte ville gå värjemålsed om sin oskuld. År 1850 gick James Robertson Dickson ed på att varken han själv eller någon annan givit order om eller haft kännedom om de överavverkningar som traktens bönder utfört på kronans mark. Detta skedde vid två tillfällen: den 15 juni vid Lycksele tingsrätt och den 17 juni vid Degerfors tingsrätt. Därmed gick sågverksägarna fria och länsman Bjuhr tycks personligen ha fått stå för rättegångskostnaden.

### 1860-talets rättegångar

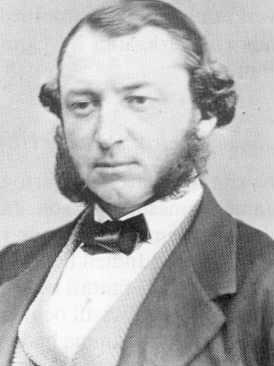
Oscar Dickson, James Robertson Dicksons efterträdare, fick 1867 utstå hård kritik för firmans åverkan på statens skogar.

Efter detta misslyckade försök att utkräva ansvar av Baggböle sågverksägare arbetade den svenska staten målmedvetet för att få bättre kontroll över sitt skogsinnehav. Det statliga verket Skogsstyrelsen inrättades och tjänstemän anställdes ute på fältet. Det beslutades också att allt timmer som höggs på statens skogar skulle vara utsynat av tjänstemännen och märkt med en särskild stämpelyxa. Påträffades avverkat timmer som inte var märkt på rätt sätt skulle det tas i beslag och märkas med en annan stämpel. År 1867 togs hela 103 540 timmerstockar i beslag i Västerbottens län. I allmänhet var det dock svårt att bevisa vem som var ansvarig för åverkningarna, och trots att flera mål togs upp till rättslig behandling kunde ingen fällas.
Så inträffade en konkret händelse som öppnade möjligheter för rättsväsendet. 117 beslagtagna timmerstockar hade dragits in i en vik, Djupskolavan, i Lycksele. Där hölls timret kvar av en timmerbom. Natten mellan den 11 och den 12 juli hade emellertid timmerbommen öppnats och timret hade fritagits och skjutsats ut i Umeälven av ett båtlag om tre man. Flera personer kunde vittna om detta.
I september ställdes Baggböle sågverks flottningschef, Jonas Ström från Granö, inför rätta för att ha beordrat fritagningen. Även om målet formellt bara gällde de 117 stockarna i Djupskolavan kom det att i realiteten handla om all den åverkan som under mitten av 1800-talet ägde rum på kronans skogar till förmån för Baggböle sågverk. Rättegången bevakades av rikstidningarna Nya Dagligt Allehanda och Aftonbladet och blev även flitigt omskriven i annan media. Hård kritik riktades i synnerhet mot firmans chef, Oscar Dickson.
Rättens utslag kom 1868 och innebar att Jonas Ström skulle ”genom värjemålsed leda åtalet ifrån sig”. Han överklagade detta utslag, eftersom han hävdade att han var oskyldig, men fick avslag i både Svea hovrätt och Högsta domstolen. Den 13 januari 1873 infann sig Ström vid Lycksele tingsrätt och svor eden med två fingrar på Bibeln. Därmed gick både han själv och Baggböle sågverksägare fria. Jonas Ström fortsatte därefter att flotta timmer åt Baggböle tills han gick i pension 1888.
Året efter tingsrättens dom mot Jonas Ström, 1869, stoppade Baggböle sågverk driften vid det ena av sina båda sågverk och minskade sin produktion betydligt.

## Baggböleriets omfattning i övrigt
Även om ordet baggböleri myntades genom rättegångarna mot Baggböle sågverk var detta långt ifrån det enda bolag som anklagades och åtalades för att ha köpt upp timmer som fällts genom åverkan på kronoskog. Under åren 1863–1868 åtalades totalt 1 358 personer, de flesta traktens bönder,  för skogsåverkan i de fem Norrlandslänen, främst inom Umeälvens vattenområde, och 963 fälldes. Därefter blev timmerbeslagen vanligare i Norrbottens län. År 1871 var siffrorna som högst inom Piteälvens och Luleälvens vattenområden, 1874 inom Kalixälvens vattenområde och 1877 längst i norr, i Jukkasjärvi, Tärendö och Kalix revir.
Baggböleriet verkar ha varit som mest omfattande omkring 1870, då inte mindre än 205 075 olovligt avverkade timmerträd togs i beslag inom de fem Norrlandslänen, varav nästan 99 % i Norrbottens och Västerbottens län. Beslagen minskade därefter stadigt under 1870-talet för att 1879 ligga på 6 866 timmer, varav 3 878 i Norrbottens län och 2 627 i Västerbottens län. Skogsstyrelsen menade att orsaken till nedgången var dels den ökade bevakningen, dels strängare straffbestämmelser. I en del distrikt gjordes också överenskommelser med sågverken om att de inte skulle ta emot timmer som misstänktes vara åverkat.

## Ohederliga inköp av skogsfastigheter
Senare kom ordet baggböleri att användas när skogsbolag köpte in virke eller skogsfastigheter av bönderna till alltför låga priser eller på ett ohederligt sätt. Ett återkommande påstående är att säljarna skulle ha supits fulla innan de lurats att skriva på kontrakten.
Vad gäller ohederliga inköp av skogsfastigheter är det något som i Norrland inte kunde förekomma innan böndernas skogar avskilts från statens genom avvittringen. Inom Degerfors socken ägde avvittringen rum i slutet av 1850-talet, i Lycksele socken åren efter 1870, i Stensele och Sorsele socknar i stort sett under 1880- och 1890-talen. Till en början var det ändå inte särskilt attraktivt för skogsbolagen att överta hela skogsfastigheter, eftersom det fanns möjlighet att köpa 50-åriga avverkningsrätter. När denna kontraktsform förbjöds 1889 blev det desto vanligare med hemmansköp och det var nu som de svenska skogsbolagen byggde upp de skogsinnehav i Norrland som de fortfarande förfogar över. År 1906 hade nästan hälften av böndernas skogar i Degerfors socken övergått i bolagens ägo. Denna utveckling hade under ett antal år oroat politikerna, och 1906 infördes den norrländska förbudslagen, som gjorde det förbjudet för skogsbolagen att köpa enskilda skogsfastigheter utan statligt tillstånd.
När man beskyller skogsbolagen för att ha utövat baggböleri och därmed menar att de lurat till sig böndernas skogsfastigheter är det dock inte någonting som egentligen har med Baggböle sågverk att göra. Till skillnad från sina efterföljare köpte Baggböle sågverk nämligen inte in skogsfastigheter i någon större utsträckning utan baserade sin legala råvaruförsörjning nästan uteslutande på femtioåriga avverkningsrätter. Däremot kan det förstås inte uteslutas att Baggböle såväl som andra skogsföretag utnyttjade sin dominerande ställning för att teckna arbets- och virkeskontrakt som var oförmånliga för bönderna. Detta är dock något som inte är särskilt utforskat.
Den utvidgade betydelsen av ordet baggböleri har spridits genom skönlitterära skildringar, bland annat Olof Högbergs Baggbölingar 1911, där bönderna försvaras mot industrialismens exploatörer, och Ludvig Nordströms Stor-Norrland 1927, där motsatt ställning intas. Sara Lidman använde verbet bagga i stället för baggböla i bland annat romanen Vredens barn.